# Der rote Kreis
Der rote Kreis (em inglês:  The Crimson Circle) é um filme policial britânico-alemão de 1929 dirigido por Frederic Zelnik e estrelado por Lya Mara, Fred Louis Lerch e Stewart Rome. O filme é uma adaptação do romance de Edgar Wallace de 1922, The Crimson Circle, no qual detetives da Scotland Yard lutam contra uma gangue de chantagistas. Uma versão anterior no Reino Unido foi filmada em 1922.

O filme, uma coprodução entre a British International Pictures e a Efzet Film, foi feito tanto em versão silenciosa quanto em versão sonora filmada no sistema de som sobre filme Phonofilm. Em março de 1929, este filme e The Clue of the New Pin, filmado no processo britânico de som em disco Phototone, foram exibidos em Londres.

## Sinopse
Os oficiais da Scotland Yard lutam contra uma gangue de chantagistas conhecida como The Crimson Circle.

## Elenco
- Lya Mara como Thalia Drummond
- Fred Louis Lerch como Jack Birdmore
- Stewart Rome como Derrick Yale
- Albert Steinrück como Froyant
- John Castle como Inspektor Parr
- Otto Wallburg como Marl
- Hans Albers como Diener von Marl
- Hans Marlow como Birdmore
- Otto Treßler como Ministerpräsident
- Ilka Grüning como Eine Vermieterin
- Annie Ann como Milly
- Bruno Ziener como Kriminalkommissar
- Hugo Döblin como Pfandleiher
- Ria Weber como Zofe